# Torre del Reloj de San Vicente
Torre Vicentina es el nombre con el que se conoce a la Torre del Reloj de San Vicente situado en el centro del Parque Central Antonio José Cañas de San Vicente. La torre es un icono de la ciudad y a su vez tiene el privilegio de tener un monumento para la perpetuidad, cuando se ordenó la construcción de la torre se decidió colocar en ella un reloj, popularmente el monumento se utiliza también para nombrar al reloj. Su nombre oficial es Torre del Reloj de San Vicente

## Historia Torre
San Vicente hasta 1928 tenía en el centro de la ciudad una gran plaza; se sabe que el proceso que concluye con la existencia de la torre, surgió con la idea de hacer un kiosco del grupo de vicentinos de la Sociedad Ideal de Obreros hacia mediados de 1923, para que en el actuarán los artistas de la época, poetas, declamadores y sobre todo las orquestas de música, y que el pueblo vicentino pudiese disfrutar de un hermoso esparcimiento. Al Comité de Obreros y otros colaboradores, aún trabajando con empeño, les fue imposible obtener los fondos necesarios para realizar la obra.
En marzo de 1927 fue elegido Presidente de la República el Dr. Pío Romero Bosque, y él, al conocer el caso, hacia octubre de ese año, dio a la ciudad vicentina el privilegio de tener un monumento para la perpetuidad, y fue así como se ordenó la construcción de la torre.
El 1 de febrero de 1928 se dio principio a la construcción de la torre kiosco en el centro del Parque Cañas, se trataba de construir una pequeña torre para colocar el reloj público de la ciudad, habiendo opiniones de algunos para que se levantara en el edificio del cabildo, fuera del parque, lo cual no se aceptó, la torre debía colocarse sobre el kiosco que se proyectaba construir en el parque varias personas entre ellas los encargados de la obra presentaron un magnífico dibujo de una torre-kiosco de su invención, que le valió la aprobación de los entendidos en el arte.

## Edificación de la torre
La construcción de la obra comenzó en febrero de 1928 y finalizó en 1930, todos pusieron su empeño para que se concluyera la torre. Los primeros constructores de la torre fueron los señores Don Eugenio Grepiat y Don Luis Esterman, habiendo celebrado un contrato con el Gobernador departamental y con el Comité Pro-Torre.
Viendo el Gobernador y el Comité que al edificio en construcción le hacía falta una base sólida, suspendieron la obra y pidieron a la oficina de Obras Públicas que enviaran a un ingeniero para que avalara el avance de la construcción. La oficina accedió enviando al Lucio Cappellaro, quien a criterio propio corrigió la construcción, presentando los planos que transformaban la obra desde el 2º piso hacia arriba; fue él quien dio fin a la construcción de la monumental torre.
Esta obra de alta ingeniería para la época, con una altura de 40 metros, soportó el terremoto del 19 de diciembre de 1936 y luego el terremoto del 13 de enero de 2001, pero no así el terremoto de la mañana del 13 de febrero de 2001 exactamente un mes después del de enero, la torre se dañó mucho y tuvo que demolerse para volver a ser construida a un costo de 1 millón de dólares incluye el nuevo reloj.

## Reloj
El antiguo reloj de la torre vicentina fue construido en Alemania y traído por barco aun costo de 7,000 colones, el reloj llegó al país para ser instalado en lo alto del monumento, en el año de 1930. Tenía números negros y daba las campanadas cada hora, quedó inservible a raíz de los terremotos y los embates del tiempo y la naturaleza, casi diez años después de su último embate, se levanta de nuevo la torre apuntando al cielo como lo hizo el día de su primera inauguración hace 80 años, se le ha colocado un nuevo reloj traído de México vía aérea, a un costo de US$ 32 Mil su instalación tardo 7 días justo antes para su inauguración el 26 de diciembre de 2009.
- Funcionamiento del nuevo reloj

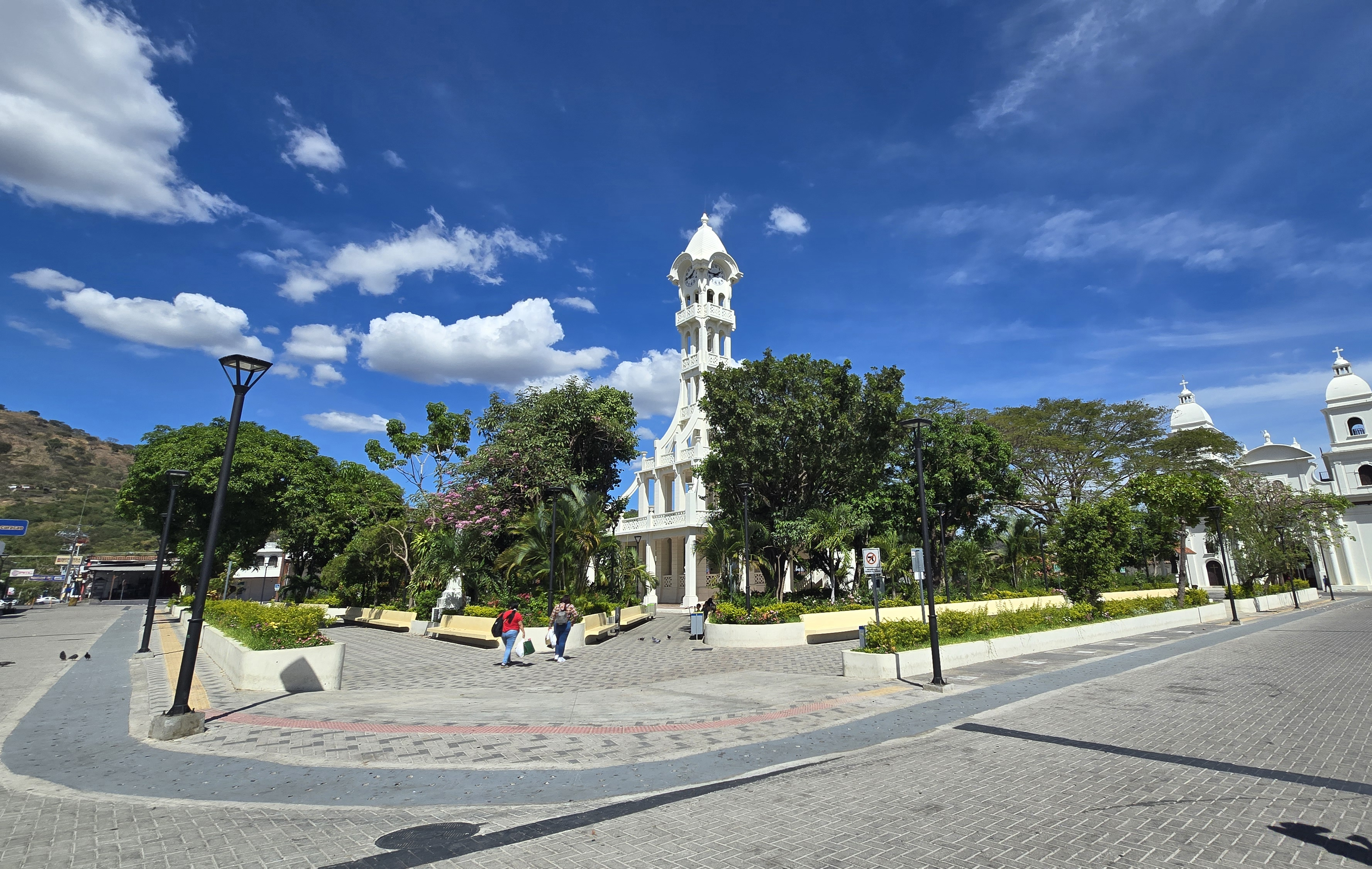
Vista vespertina del parque donde se encuentra la Torre del Reloj en el Centro Histórico de San Vicente, luego de los trabajos de mejoramiento finalizados en diciembre de 2024.

- Reloj de 4 caras (como el original)
- Digital y musical
- Peso 592 Kilos
- Circunferencias 3 metros por cara
- Carátulas luminosas
- Eléctrico y mecánico (8 horas)
- Instalación (7 días)
- Costo del reloj US$ 32 Mil
- Campanadas (cada hora)
- Musical antes de las campanadas

El nuevo reloj de la torre es digital y musical tocara música según la época del año, en el mes de diciembre tocará música navideña y durante el resto del año otras, las melodías sonarán cada hora y cuando termine el sonido, el reloj tocará las campanadas de la hora que anuncie, tal como lo hacía el original se espera que posteriormente las canciones se cambien por algunas salvadoreñas, entre ellas El Carbonero.
Otra novedad es que aunque es eléctrico, tiene un mecanismo que le permite funcionar normalmente durante ocho horas sin electricidad y una carátula luminosa que permite ver los números en la oscuridad, para su inauguración, la torre fue adornada con 800 luces.